# Copa Ciudad de Santiago 2000
La Copa Ciudad de Santiago 2000 corresponde a la quinta edición de la Copa Ciudad de Santiago realizada en Santiago, Chile entre el 26 de enero y el 3 de febrero de 2000. Torneo que en esta oportunidad sólo tuvo en competencia equipos chilenos. El campeón fue Colo-Colo
Los partidos de jugaron en el Estadio Santa Laura de  Santiago.

## Datos de los equipos participantes
| Equipo               | Calidad                                                    |
| -------------------- | ---------------------------------------------------------- |
| Universidad Católica | Invitado y subcampeón de la Primera División de Chile 1999 |
| Unión Española       | Anfitrión y campeón en la Primera B de Chile 1999          |
| Cobreloa             | Invitado y tercero de la Primera División de Chile 1999    |
| Colo-Colo            | Invitado y cuarto de la Primera División de Chile 1999     |

## Aspectos generales

### Modalidad
El torneo se jugó en una sola rueda de tres fechas, bajo el sistema de todos contra todos, resultando campeón aquel equipo que acumulase más puntos en la tabla de posiciones. En caso de empate de puntaje el primer lugar lo obtendrá el equipo que tenga mejor diferencia de goles.

## Partidos

### Fecha 1
| Unión Española       | 1 - 0 | Colo-Colo |
| Universidad Católica | 1 - 0 | Cobreloa  |

### Fecha 2
| Colo-Colo      | 3 - 1 | Cobreloa             |
| Unión Española | 2 - 3 | Universidad Católica |

### Fecha 3
| Universidad Católica | 1 - 4 | Colo-Colo |
| Unión Española       | 2 - 2 | Cobreloa  |

## Tabla de posiciones
| Pos | Equipo               | PJ | PG | PE | PP | GF | GC | Dif | Pts |
| --- | -------------------- | -- | -- | -- | -- | -- | -- | --- | --- |
| 1   | Colo-Colo            | 3  | 2  | 0  | 1  | 7  | 3  | 4   | 6   |
| 2   | Universidad Católica | 3  | 2  | 0  | 1  | 4  | 5  | -1  | 6   |
| 3   | Unión Española       | 3  | 1  | 1  | 1  | 5  | 5  | 0   | 4   |
| 4   | Cobreloa             | 3  | 0  | 1  | 2  | 3  | 6  | -3  | 1   |

Pos = Posición; PJ = Partidos jugados; PG = Partidos ganados; PE = Partidos empatados; PP = Partidos perdidos; GF = Goles a favor; GC = Goles en contra; Dif = Diferencia de gol; Pts = Puntos
|  | Campeón |

## Campeón
| Chile               |
| Colo-Colo 1º título |